# Шаламає
Шаламає (пол. Szałamaje, нім. Schalamai) — село в Польщі, у гміні Черськ Хойницького повіту Поморського воєводства.
У 1975-1998 роках село належало до Бидгощського воєводства.